# Miskolcs Universitet
Miskolcs Universitet (ungarnsk: Miskolci Egyetem, forkortelse: ME) er et offentlige universitet i Miskolc, den fjerde største by i Ungarn. Universitetet blev oprettet i 1949. Universitetet er efterfølger for universitetet for minedrift og metallurgi af Selmecbánya (nu: Banská Štiavnica) etableret i 1735. Universitetets tidligere navn var Sværindustrielle Tekniske Universitet, siden 1990 er det blevet omdøbt til Miskolcs Universitet.

## Fakulteter
- Naturvidenskabelige Fakultet siden 1735
- Fakultet for Materialer og Metallurgisk Engineering siden 1735
- Fakultet for Maskinteknik og Informationsvidenskab siden 1949
- Juridisk Fakultet siden 1980
- Fakultet for Økonomi siden 1987
- Faculty of Arts siden 1992
- Béla Bartók Musik Institut siden 1904/1997
- Fakultet for Sundhedspleje siden 1985/2005

## Galleri
- Bygning af Béla Bartók Musik Institut
- Universitetets indretning
- Centralbibliotek
- Sportscenter